# Ouahigouya

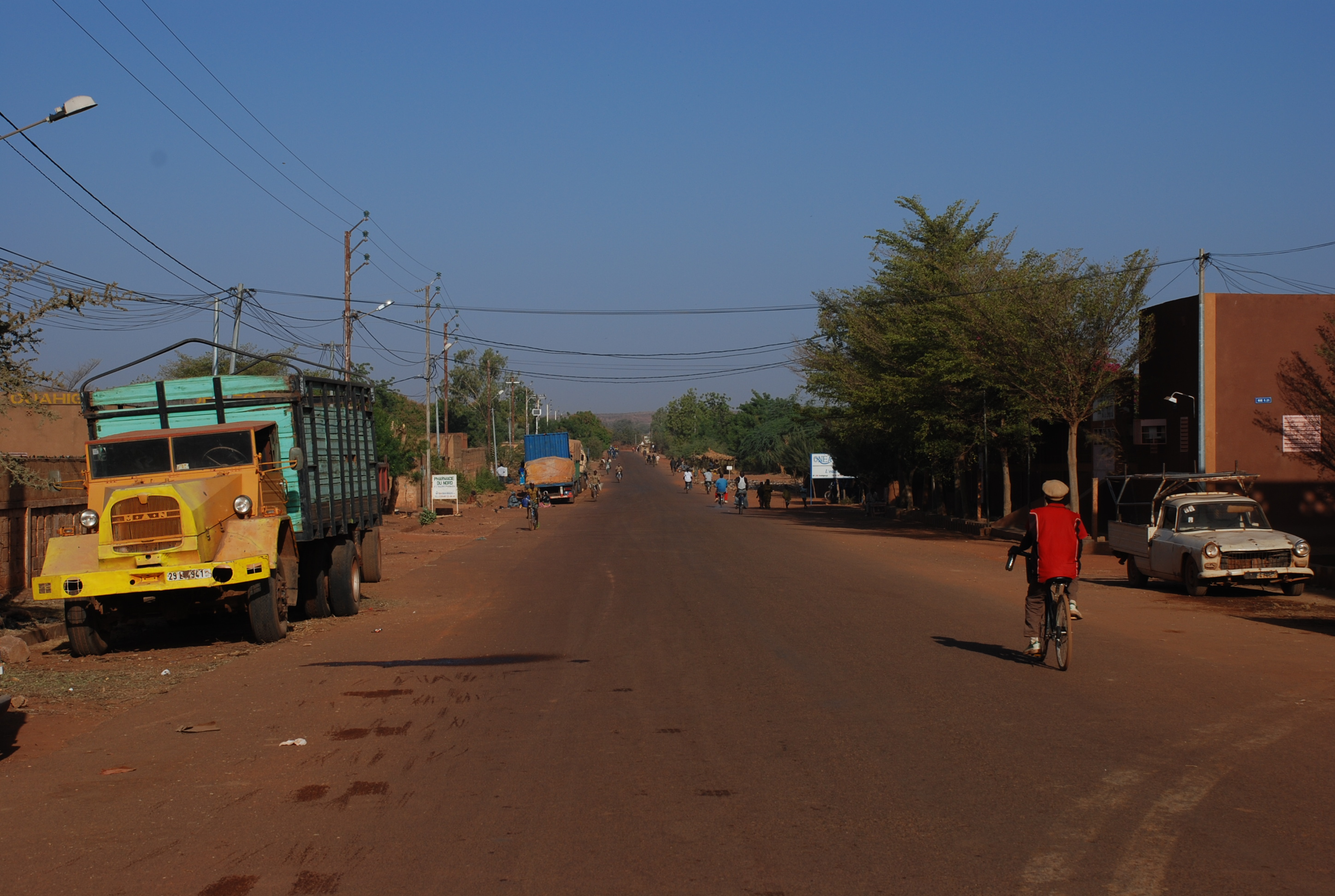
Gata i Ouahigouya mot den Maliska gränsen

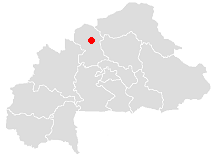
Ouahigouyas läge i Burkina Faso.

Ouahigouya är en stad och kommun i norra Burkina Faso och är administrativ huvudort för provinsen Yatenga. Staden är landets femte största och hade 73 153 invånare vid folkräkningen 2006, med totalt 125 030 invånare i hela kommunen.
Staden har en flygplats, Ouahigouya Airport.